# Mistrovství světa v alpském lyžování 2021 – superobří slalom žen
Superobří slalom žen na Mistrovství světa v alpském lyžování 2021 se konal ve čtvrtek 11. února 2021 jako zahajovací závod světového šampionátu v Cortině d'Ampezzo. Původně měl proběhnout již 9. února, ale pořadatelé Super-G odložili pro mlhu v horní části trati. Soutěž odstartovala na sjezdovce Olympia delle Tofane v 10.45 hodin místního času. Nastoupilo do ní 42 lyžařek z 21 států.
Úřadující olympijská šampionka Ester Ledecká dojela na čtvrtém místě. Na třetí příčku ztratila šest setin sekundy.

## Medailistky
Mistryní světa se stala 29letá Švýcarka Lara Gutová-Behramiová, která se poprvé stala světovou šampionkou. Potvrdila tak roli hlavní favoritky závodu, když během ledna a února 2021 vyhrála čtyři předchozí Super-G v probíhající sezóně Světového poháru. V této disciplíně navázala na stříbro ze Schladmingu 2013 a bronz ze Svatého Mořice 2017. Z mistrovstvích světa si odvezla šestou medaili.
Se ztrátou třiceti čtyř setin sekundy získala stříbrný kov 26letá Corinne Suterová ze Švýcarska, která vylepšila bronzové postavení z předchozího šampionátu v Åre 2019 a vybojovala třetí medaili na této vrcholné akci.
Bronz si odvezla Američanka Mikaela Shiffrinová obhajující prvenství, jež za vítězkou zaostala o čtyřicet sedm setin sekundy. O vítězství ji připravil nezvládnutý výjezd a dotočení oblouku v jedné z branek v dolní části trati. V superobřím slalomu si po stříbru ze Svatého Mořice 2013 a zlatu z Åre 2019 odvezla třetí cenný kov.

## Výsledky
| P                                                                                        | SČ | lyžařka                    | stát                    | čas                   | ztráta                |
| ---------------------------------------------------------------------------------------- | -- | -------------------------- | ----------------------- | --------------------- | --------------------- |
| Zlatá medaile                                                                            | 7  | Lara Gutová-Behramiová     | Švýcarsko               | 1:25,51               |                       |
| Stříbrná medaile                                                                         | 5  | Corinne Suterová           | Švýcarsko               | 1:25,85               | +0,34                 |
| Bronzová medaile                                                                         | 4  | Mikaela Shiffrinová        | USA                     | 1:25,98               | +0,47                 |
| 4.                                                                                       | 11 | Ester Ledecká              | Česko                   | 1:26,04               | +0,53                 |
| 5.                                                                                       | 13 | Kajsa Vickhoff Lieová      | Norsko                  | 1:26,16               | +0,65                 |
| 6.                                                                                       | 12 | Marie-Michèle Gagnonová    | Kanada                  | 1:26,29               | +0,78                 |
| 7.                                                                                       | 3  | Tamara Tipplerová          | Rakousko                | 1:26,38               | +0,87                 |
| 8.                                                                                       | 14 | Michelle Gisinová          | Švýcarsko               | 1:26,40               | +0,89                 |
| 9.                                                                                       | 15 | Petra Vlhová               | Slovensko               | 1:26,41               | +0,90                 |
| 10.                                                                                      | 9  | Federica Brignoneová       | Itálie                  | 1:26,60               | +1,09                 |
| 11.                                                                                      | 1  | Marta Bassinová            | Itálie                  | 1:26,70               | +1,19                 |
| 12.                                                                                      | 8  | Ragnhild Mowinckelová      | Norsko                  | 1:26,74               | +1,23                 |
| 13.                                                                                      | 16 | Tessa Worleyová            | Francie                 | 1:26,81               | +1,30                 |
| 13.                                                                                      | 10 | Priska Nuferová            | Švýcarsko               | 1:26,81               | +1,30                 |
| 15.                                                                                      | 24 | Breezy Johnsonová          | USA                     | 1:27,02               | +1,51                 |
| 16.                                                                                      | 6  | Ariane Rädlerová           | Rakousko                | 1:27,10               | +1,59                 |
| 17.                                                                                      | 18 | Christine Scheyerová       | Rakousko                | 1:27,16               | +1,65                 |
| 18.                                                                                      | 17 | Elena Curtoniová           | Itálie                  | 1:27,30               | +1,79                 |
| 19.                                                                                      | 29 | Kira Weidleová             | Německo                 | 1:27,44               | +1,93                 |
| 20.                                                                                      | 20 | Stephanie Venierová        | Rakousko                | 1:27,54               | +2,03                 |
| 21.                                                                                      | 2  | Tiffany Gauthierová        | Francie                 | 1:27,71               | +2,20                 |
| 22.                                                                                      | 25 | Isabella Wrightová         | USA                     | 1:27,80               | +2,29                 |
| 23.                                                                                      | 19 | Francesca Marsagliaová     | Itálie                  | 1:27,98               | +2,47                 |
| 24.                                                                                      | 23 | Maruša Ferková             | Slovinsko               | 1:28,15               | +2,64                 |
| 25.                                                                                      | 30 | Ilka Štuhecová             | Slovinsko               | 1:28,37               | +2,86                 |
| 26.                                                                                      | 26 | Laura Gauchéová            | Francie                 | 1:28,38               | +2,87                 |
| 27.                                                                                      | 31 | Maryna Gąsienica-Danielová | Polsko                  | 1:28,47               | +2,96                 |
| 28.                                                                                      | 43 | Meta Hrovatová             | Slovinsko               | 1:28,71               | +3,20                 |
| 29.                                                                                      | 33 | AJ Hurtová                 | USA                     | 1:28,89               | +3,38                 |
| 30.                                                                                      | 21 | Julija Pleškovová          | Ruská lyžařská federace | 1:29,10               | +3,59                 |
| 31.                                                                                      | 27 | Estelle Alphandová         | Švédsko                 | 1:29,45               | +3,94                 |
| 32.                                                                                      | 39 | Jacqueline Wilesová        | USA                     | 1:29,47               | +3,96                 |
| 33.                                                                                      | 36 | Nevena Ignjatovićová       | Srbsko                  | 1:30,04               | +4,53                 |
| 34.                                                                                      | 22 | Tifany Rouxová             | Francie                 | 1:30,16               | +4,65                 |
| 35.                                                                                      | 34 | Lin Ivarssonová            | Švédsko                 | 1:30,22               | +4,71                 |
| 36.                                                                                      | 40 | Francesca Baruzziová       | Argentina               | 1:30,99               | +5,48                 |
| 37.                                                                                      | 38 | Greta Smallová             | Austrálie               | 1:31,00               | +5,49                 |
| 38.                                                                                      | 32 | Elvedina Muzaferijaová     | Bosna a Hercegovina     | 1:31,54               | +6,03                 |
| 39.                                                                                      | 42 | Anastasija Shepilenková    | Ukrajina                | 1:32,98               | +7,47                 |
| —                                                                                        | 28 | Valérie Grenierová         | Kanada                  | nedojela do cíle      | nedojela do cíle      |
| —                                                                                        | 41 | Alexandra Tilleyová        | Spojené království      | nedojela do cíle      | nedojela do cíle      |
| —                                                                                        | 37 | Sabrina Simaderová         | Keňa                    | diskvalifikována      | diskvalifikována      |
| —                                                                                        | 35 | Ania Monica Caillová       | Rumunsko                | nenastoupila na start | nenastoupila na start |
| Závod odstartoval v 10.45 hodin (UTC+1). Teplota vzduchu na startu −8 °C a v cíli −7 °C. |    |                            |                         |                       |                       |